# Ruta Provincial 70 (Buenos Aires)
La Ruta Provincial 70 es una carretera de 289 km de extensión ubicada en la provincia de Buenos Aires, Argentina.
La ruta recorre paralelamente a las vías del ramal Bragado - General Pico del Ferrocarril Domingo Faustino Sarmiento.
Gran parte de su extensión es camino de tierra, y en algunos tramos donde hay pavimento, este se encuentra en muy mal estado.
Finaliza en la provincia de La Pampa donde continúa como la Ruta Provincial 4 hacia la ciudad de General Pico.

## Localidades y parajes que atraviesa
- Partido de Bragado: Acceso a Bragado, Olascoaga,
- Partido de Nueve de Julio: Carlos María Naón, El Tejar, Ramón J. Neild, Facundo Quiroga,
- Partido de Lincoln: Coronel Martínez de Hoz, Las Toscas, Carlos Salas,
- Partido de Carlos Tejedor: Timote, Carlos Tejedor, acceso a Santa Inés, acceso a Colonia Seré,
- Partido de Rivadavia: Acceso a América por RN 33, acceso a San Mauricio, González Moreno.